# Держава грецької роботи

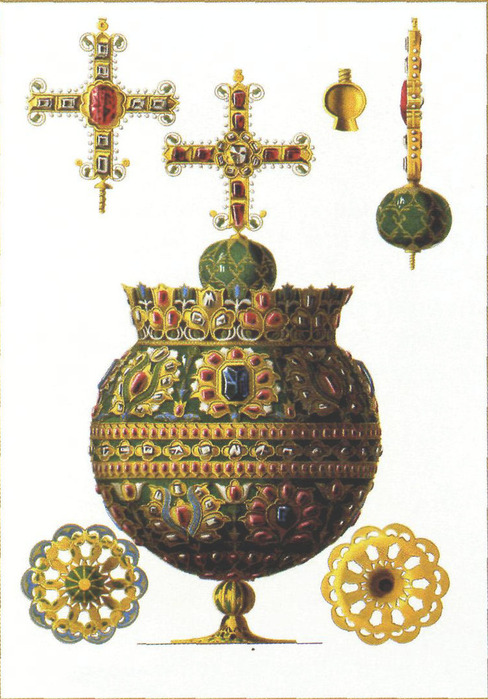
Держава «грецької справи» на малюнку академіка Ф. Г. Солнцева, середина XIX століття.

Держава грецької роботи — одна з колишній царських регалій Росії, що зберігається у зібранні Збройової палати Московського кремля.

## Історія
Держава, як і парний до неї скіпетр та деякі інші з регалій Олексія Михайловича, зроблена в Стамбулі грецькими майстрами. До Москви державу, разом із бармами-«діадімою», привіз стамбульський мешканець Іван Юрьєв у 1662.
За державу цей майстер ювелірної справи отримав 7 917 карбованців комісійних. Іван Юрьєв залишився працювати у Збройовій палаті. Зберіглись зразки дорогоцінного посуду, зробленого ним за часів Олексія Михайловича.
Держава (або яблуко великодержавне, як її ще називали) має вигляд кулі на прорізному поставці. У на верші, на маленькій кульці — хрест. Держава є розбірною — хрест, що її увінчує та поставець можуть відгвинчуватись. На верхню частину держави надягнута діадема з 10-ма фігурними зубчиками. По середині держави проходять три пояски — середній із діамантів, бічні з дрібних турмалінів. У верхній її частині 8 візерунків з камінців, що нагадують квіти, у нижній — 6.
Держава рясно прикрашена емалями. Вона має 3,5 фунти золота, і загалом прикрашена 179 діамантами та 340 іншими дорогоцінними камінцями.